# Přechovice
Přechovice (en allemand : Pschechowitz) et Przestiowitz) est une commune du district de Strakonice, dans la région de Bohême-du-Sud, en République tchèque. Sa population s'élevait à 122 habitants en 2020.

## Géographie
Přechovice se trouve à 10 km au sud de Strakonice, à 49 km au nord-ouest de České Budějovice et à 108 km au sud-sud-ouest de Prague.
La commune est limitée par Němětice et Hoštice au nord, par Milejovice à l'est, par Litochovice au sud et par Volyně au sud-ouest et à l'ouest.

## Histoire
La première mention écrite du village date de 1400.